# Domenico Pace
Domenico Pace   (Pàdua, 9 de juliol de 1924 - Milà, 16 d'agost de 2022) va ser un tirador d'esgrima italià, especialista en sabre, que va competir durant la dècada de 1950.
El 1956 va prendre part en els Jocs Olímpics d'Estiu de Melbourne, on quedà eliminat en sèries en la competició de sabre per equips del programa d'esgrima.
En el seu palmarès destaca una medalla de plata al Campionat del Món d'esgrima de 1953 i una d'or als Jocs del Mediterrani de 1951.